# Enda Kenny
Enda Kenny, född 24 april 1951 i Castlebar, County Mayo, är en irländsk politiker som från den 9 mars 2011 till den 14 juni 2017 var Taoiseach (regeringschef). Mellan 2002 och 2017 var han partiledare för det kristdemokratiska partiet Fine Gael.
Som taoiseach var han en framstående figur inom landets återhämtning från finanskrisen 2008 samt legaliseringen av homosexualitet på Irland. Han avgick 2017 efter en förlorad majoritet i parlamentet samt en skandal involverande en visselblåsare inom polisen. 

## Karriär
Kenny utbildade sig till lärare vid St Patrick's College i Dublin och arbetade därefter som lärare i fyra år innan han gav sig in i politiken. Kenny valdes till ledamot av Dáil Éireann 1975, då han efterträdde sin far Henry Kenny i ett fyllnadsval den 12 november, efter dennes död. Han satt för det mesta i bakgrunden under flera år innan han blev Minister of State (ungefär statssekreterare) i utbildningsdepartementet och därefter arbetsmarknadsdepartementet mellan åren 1986–1987. I John Brutons regering blev han minister för turism och handel mellan åren 1994–1997. 
Bruton skulle efterträdas som partiledare för Fine Gael av Michael Noonan 2001, men denne skulle också avgå efter det att partiet gjorde ett katastrofval 2002 där man tappade över 5 procentenhter av rösterna. Kenny tog tillbaka flera röster i valet 2007, men det var fortfarande inte nog för att få partiet ur sin ställning i opposition. Det tillfället skulle dock komma vid valet 2011 efter finanskrisen 2008. Den Fianna Fáil-ledda regeringen kollapsade och val utlystes där Fine Gael vann nästan 9 procentenheter av rösterna och ytterligare 25 mandat.

### Taoiseach
Enda Kenny lyckades med hjälp av en överenskommelse med arbetarpartiet få majoritet i underhuset, och valdes till taoiseach (regeringschef) av underhuset samma år. Hans största projekt under sin regeringstid var att försöka dra upp den irländska ekonomin ur finanskrisen och återställa de statliga finanserna efter det att hans företrädare tvingats gå med på ett stort räddningspaket från IMF och EU. Under Kennys tid vid makten gick den irländska statsskulden från 111 % av BNP vid hans tillträde 2011, till en höjdpunkt på nära 132 % 2013 för att därefter sjunka till 76,5 % av BNP när han avgick 2017. Arbetslösheten, som vid hans tillträde låg på 15,3 %, sjönk till 6,7 % vid hans avgång. Minskningen av statsskulden finansierades i stort sett av ökade skatter såsom mervärdesskatt (moms), skatt på diesel och fordon samt tillägg på Inkomstskatten,  i kombination med bland annat nedskärningar i statsförvaltningen. Inga större nedskärningar gjordes i landets välfärd.
Samtidigt genomförde Kenny likt flera av hans företrädare inom Fine Gael liberaliseringar av den ganska konservativa konstitutionen. Efter en folkomröstning 2015 kunde han legalisera homosexualitet.
Under valet 2016 var flera väljare dock missnöjda med vad man ansåg var en ojämlik hantering av finanskrisen, där Kenny bland annat lovade att ta bort en progressiv skatt på inkomster över 13 000 Euro. Även om Fine Gael fortsatte vara underhusets största parti så hade man förlorat 26 mandat och 10 procentenheter av rösterna. Således förlorade regeringen sin majoritet. Då ingen majoritet till synes kunde formas lyckades Kenny uppnå en överenskommelse med oberoende ledamöter för att säkra att hans regering kunde fortsätta, där Fianna Fáil också fram till 2018 skulle avstå från att rösta under stora omröstningar i parlamentet fram till 2018. 
Under februari 2017 uppdagades det att en visselblåsare inom poliskåren hade trakasserats av kollegor samt blivit falskt anklagad för barnmisshandel. Kenny hamnade i blåsväder då han tidigare stöttat polischefen och justitieministern, men nekade till att han kände till att polismannen utsatttes för falska anklagelser och trakasserier. Han fick utstå ett misstroendevotum i parlamentet vilket han klarade sig igenom, men tvingades avgå och släppa fram minister Leo Varadkar som partiledare och taoiseach istället.

### Efter regeringstiden
Kenny satt kvar i underhuset fram till 2020, och jobbar sedan dess bland annat på en tankesmedja med inriktning på irländsk handel med Kina.